# Leucosphaerina arxii
Leucosphaerina arxii är en svampart som beskrevs av Malloch 1989. Leucosphaerina arxii ingår i släktet Leucosphaerina och familjen Bionectriaceae.   Inga underarter finns listade i Catalogue of Life.